# Château des Capucins
Le château des Capucins est un château de la commune de Rambervillers dans le département des Vosges en région Grand-Est.

## Histoire
Le site actuel est occupé dès 1620 par un couvent de frères mineurs capucins, dont il subsiste aujourd'hui une salle voûtée, un ancien bassin de réception des eaux (1728), et partiellement la canalisation.
Le château, qui doit son nom à ces religieux, a été construit à partir de 1785 par Antoine Gérard, directeur de la faïencerie. Il fait construire également l'orangerie et les dépendances.
Le château est inscrit aux monuments historiques depuis le 29 juin 2004 (façades et toitures du château, de l'orangerie et des dépendances, la salle voûtée souterraine, ainsi que les sols et clôtures de la cour et du parc).

## Description
Le château est de forme rectangulaire, avec quatre étages d'élévation dont un sous le toit. Les deux façades de la fin du XVIIIe siècle, début XIXe siècle, ont un traitement décoratif propre mais d'expression néoclassique. Il est un précieux témoignage de l'architecture civile aux lignes pures de cette époque.
La façade avant au sud-ouest (côté ville), d'époque Louis XVI, a des proportions harmonieuses, des éléments gréco-romains (colonnes ioniques) et une rambarde sculptée pour cacher le toit. Elle domine une cour d'honneur entourée de chaque côté par l'orangerie (XIXe siècle) et les dépendances. La façade arrière au nord-est (côté jardin), d'époque Premier Empire, possède un fronton triangulaire central. Des petites abeilles sculptées entourant certaines fenêtres rappellent cette époque. Tout se décline autour du chiffre « 7 » sur les deux façades principales.
La propriété est entièrement clôturée par un mur d'enceinte. Le propriétaire actuel ouvre les portes du château chaque année mi-septembre lors des journées européennes du patrimoine.

## Galerie d'images

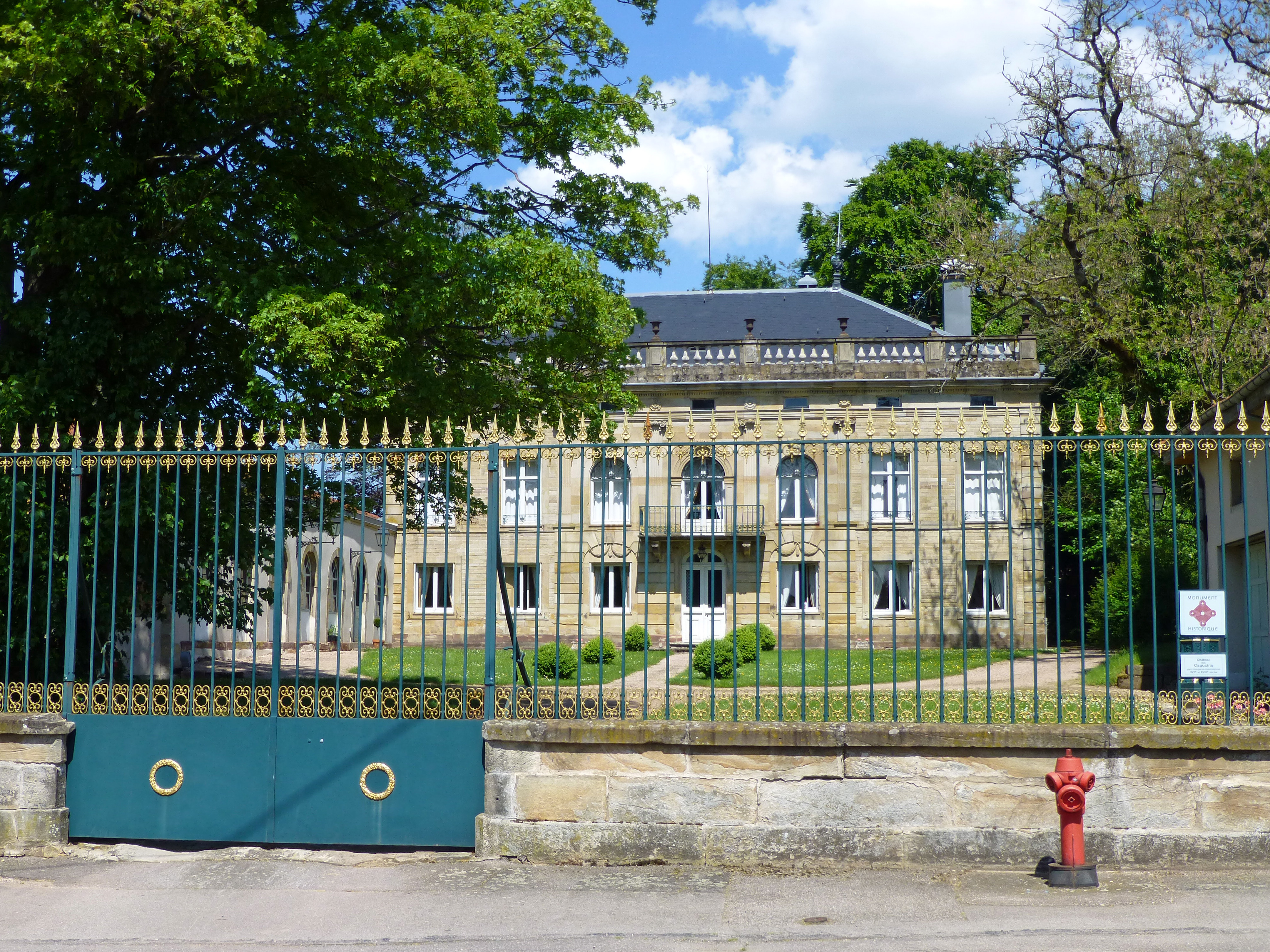
Grille du château depuis la route
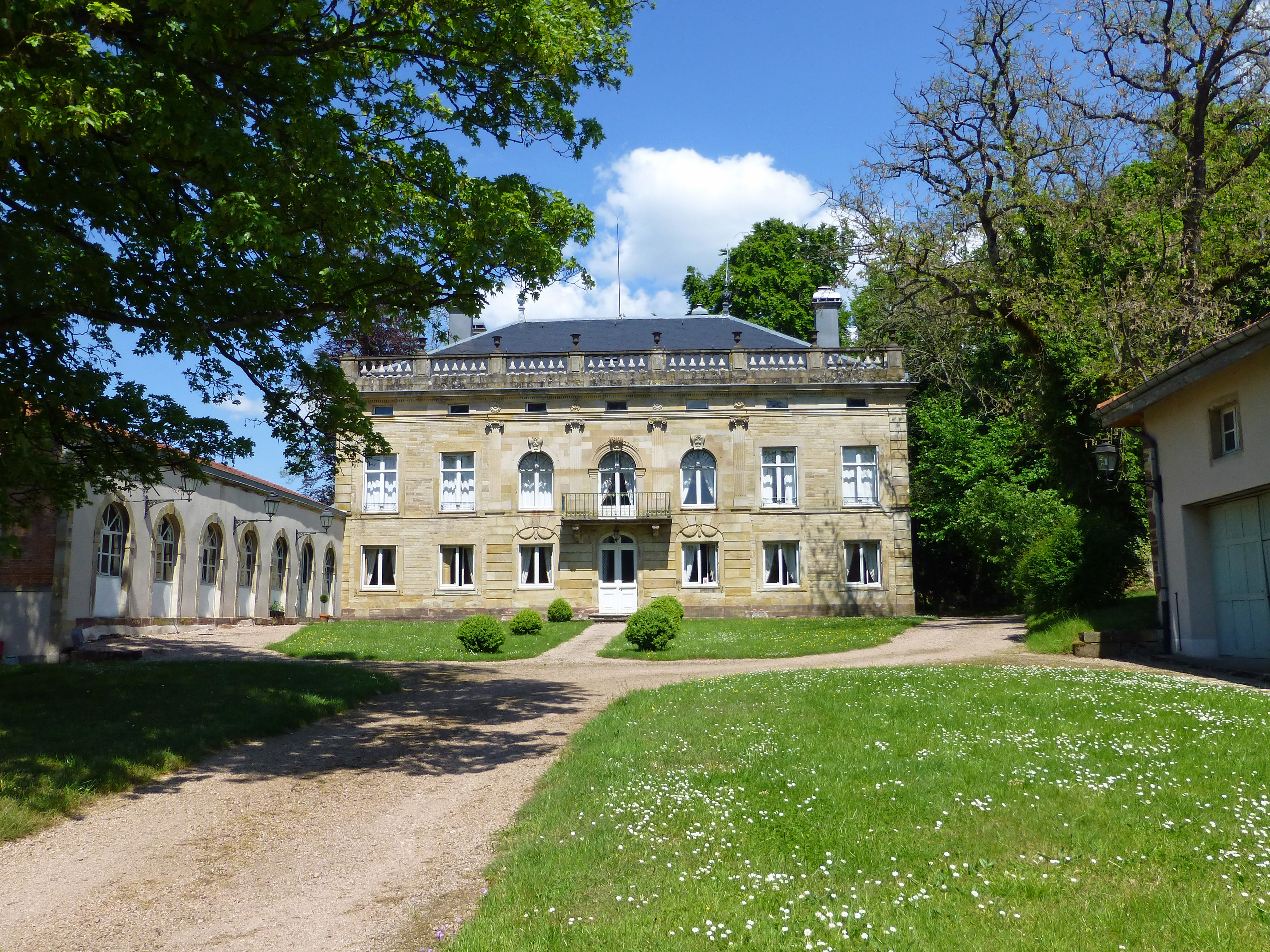
Façade avant (côté ville)
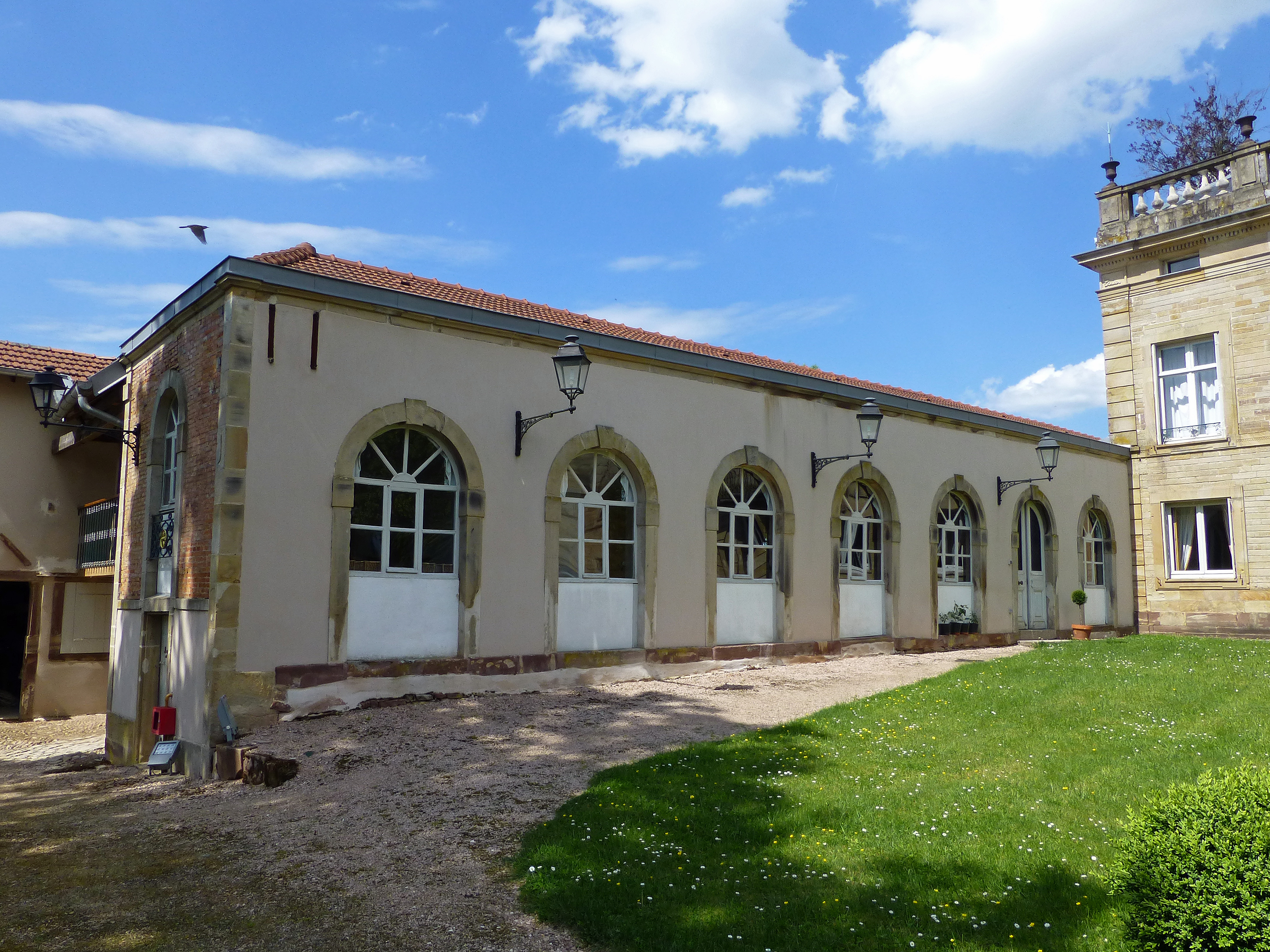
Orangerie
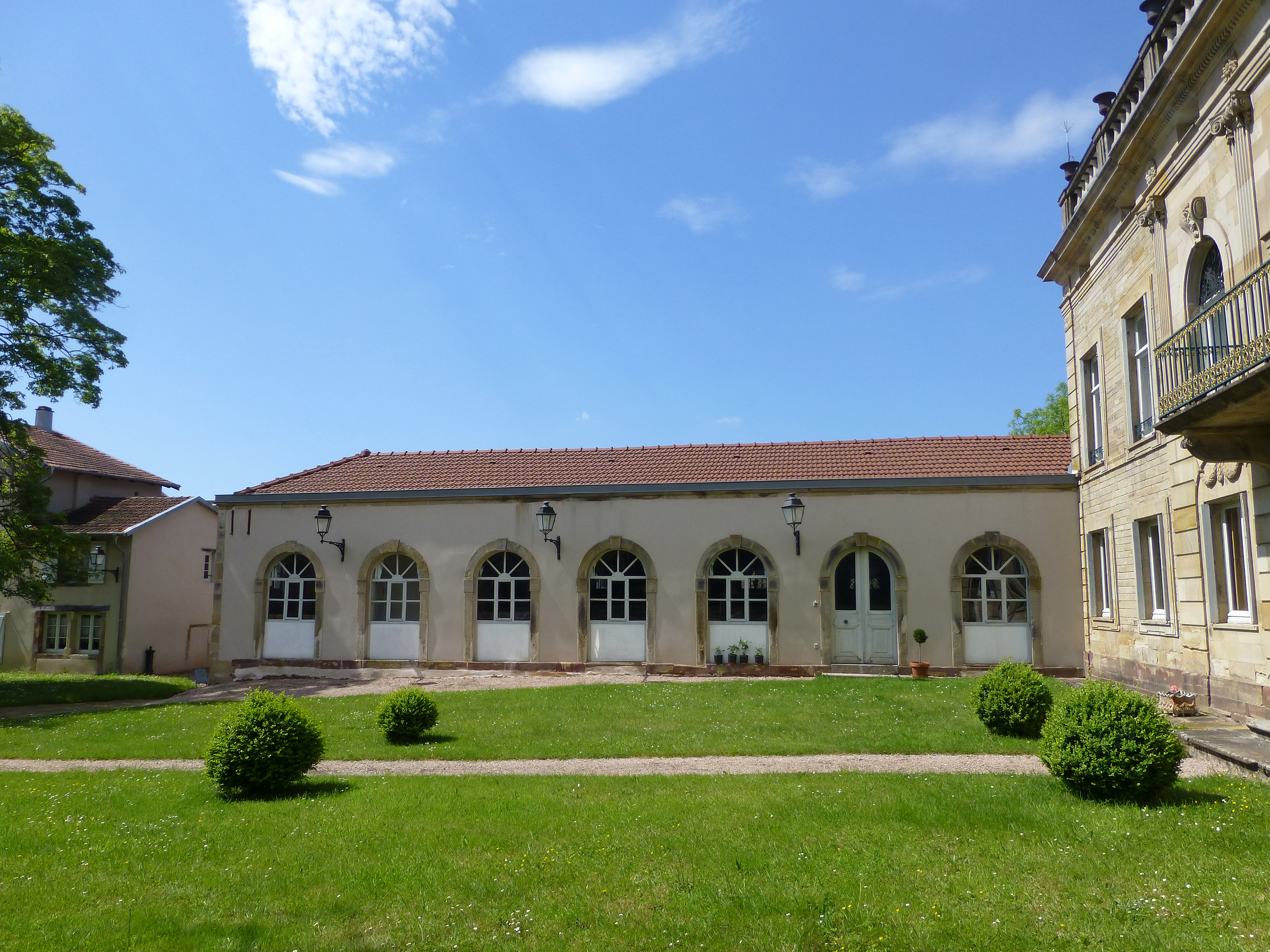
Orangerie
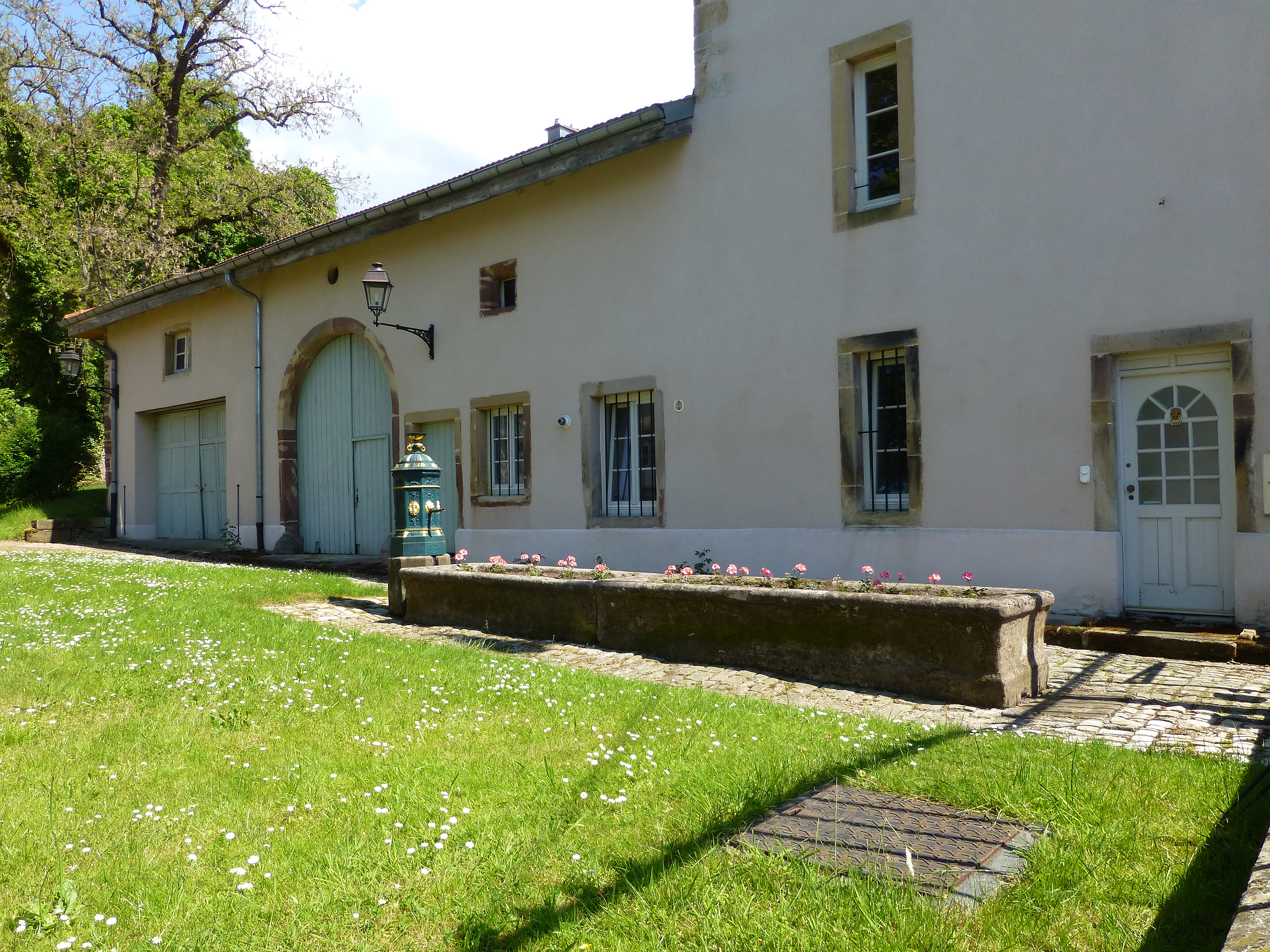
Communs
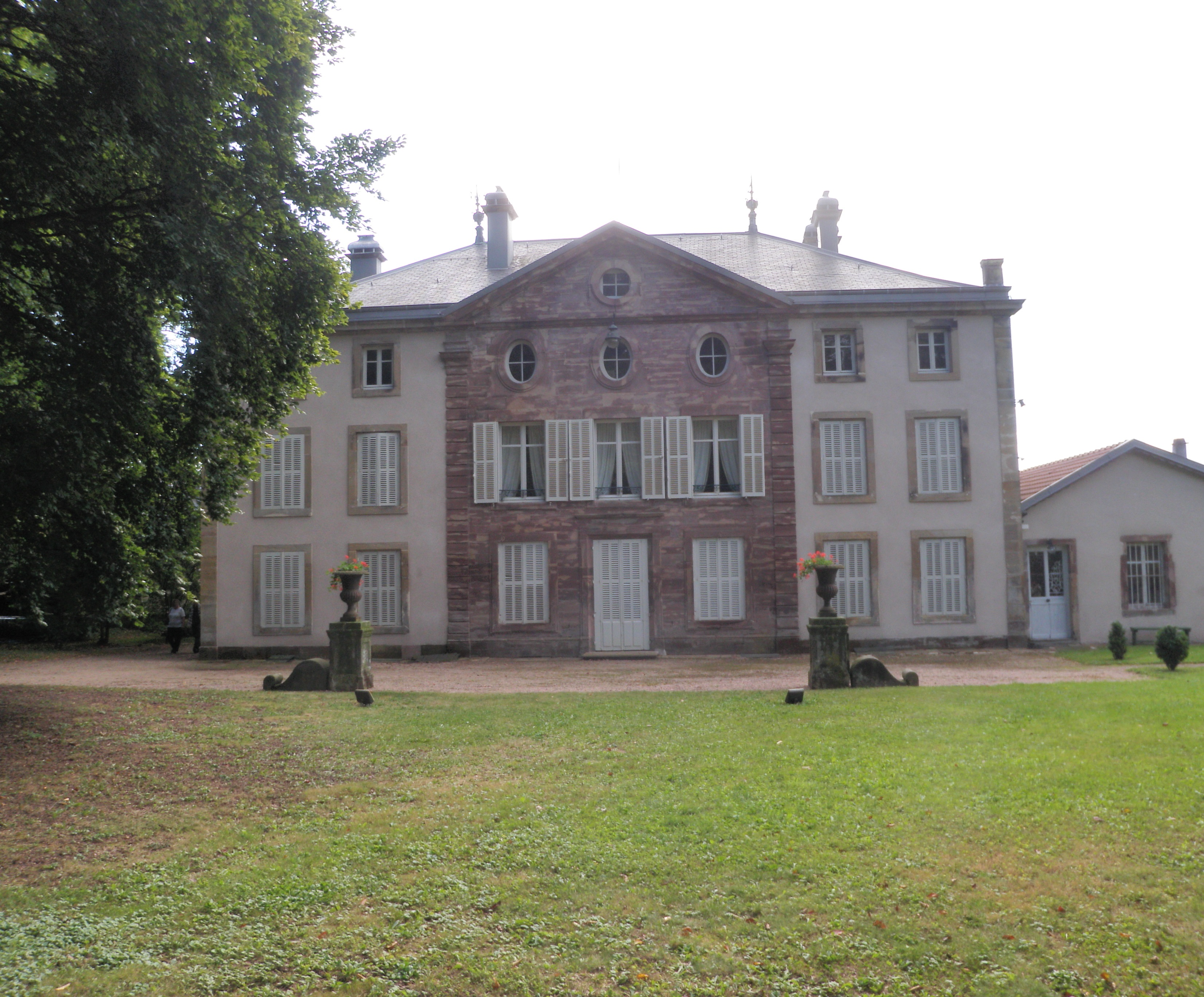
Façade arrière (côté parc)
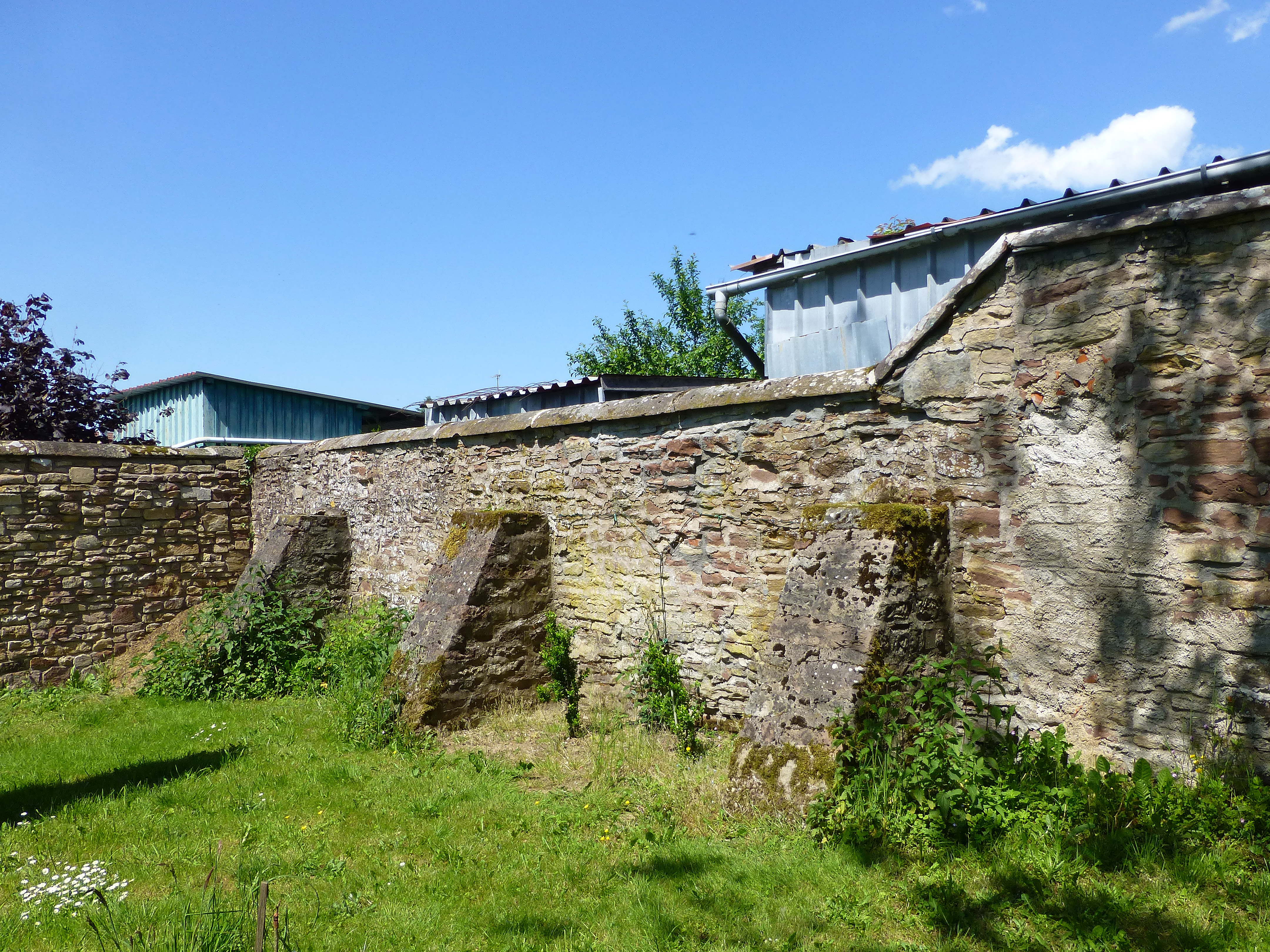
Mur d'enceinte au fond du parc
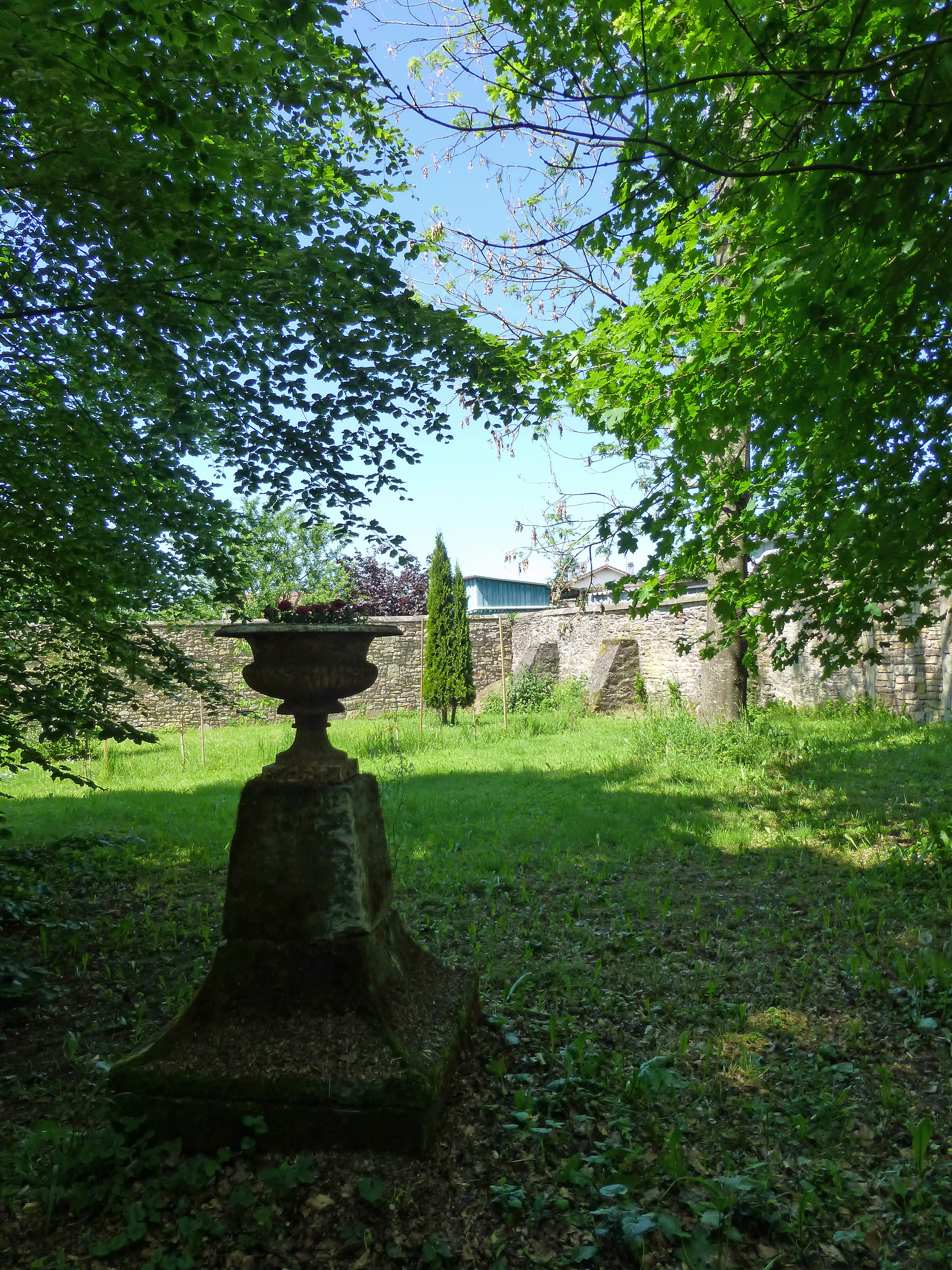
Vasque et mur d'enceinte
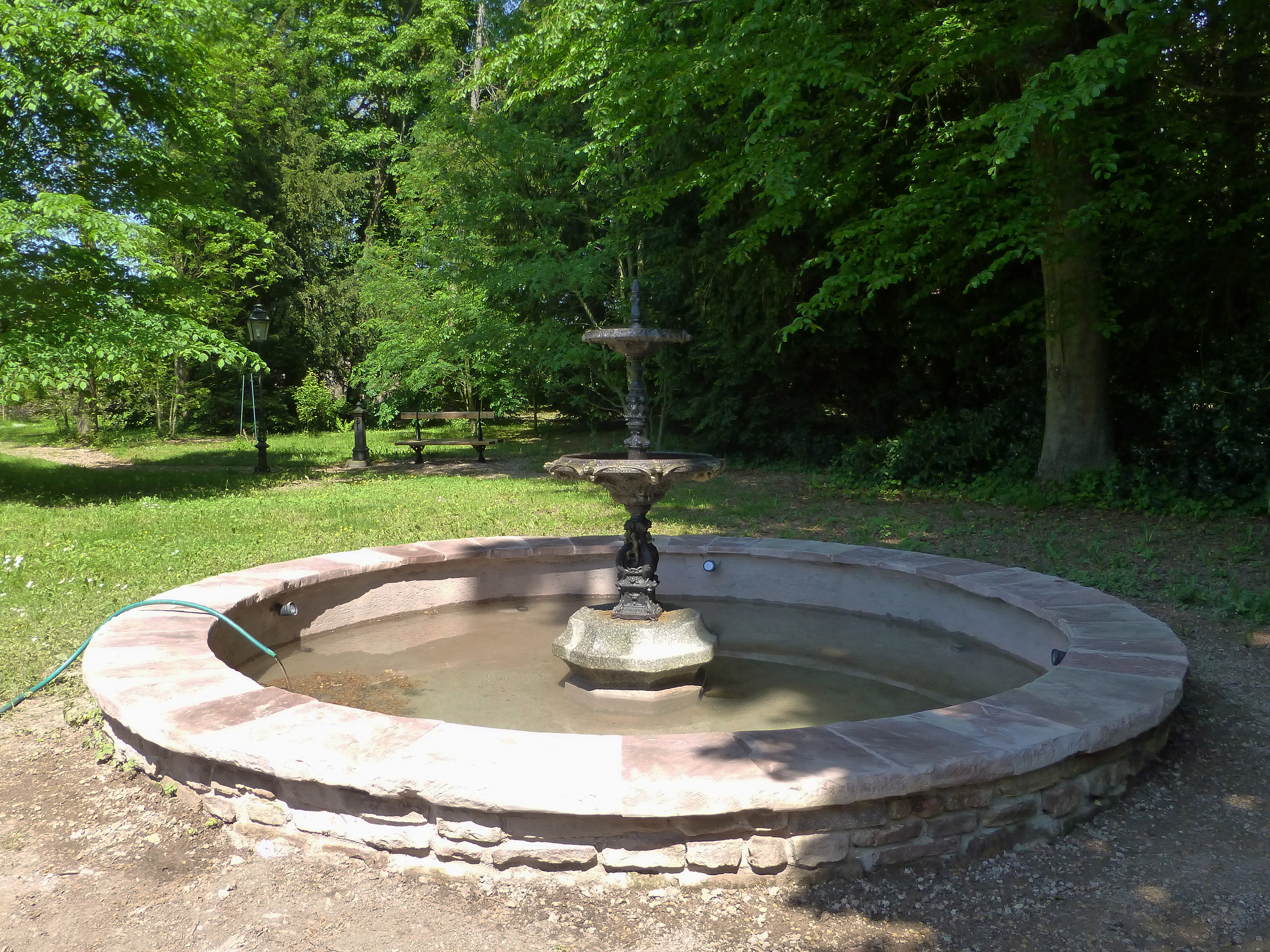
Fontaine
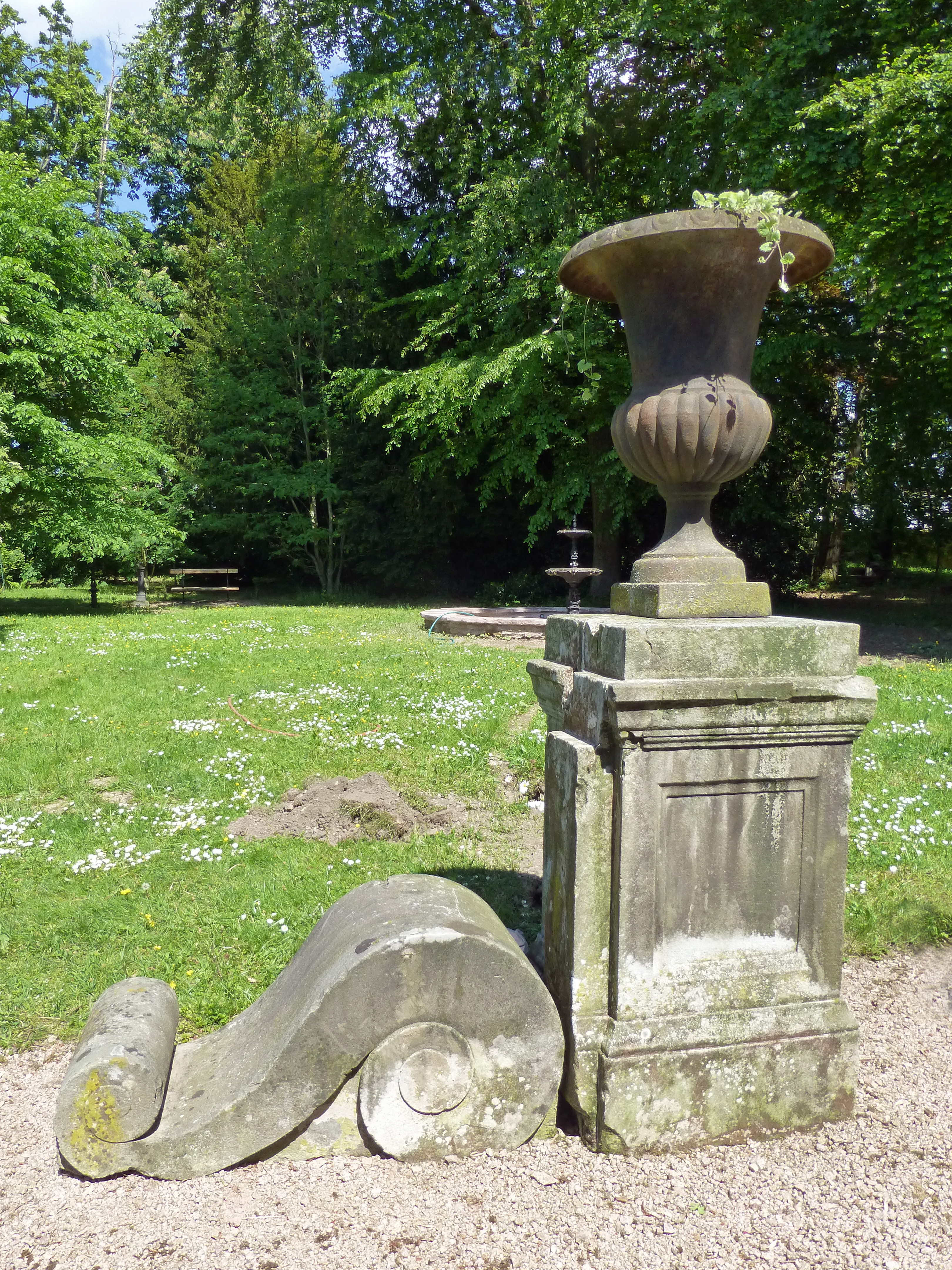
Détail du parc
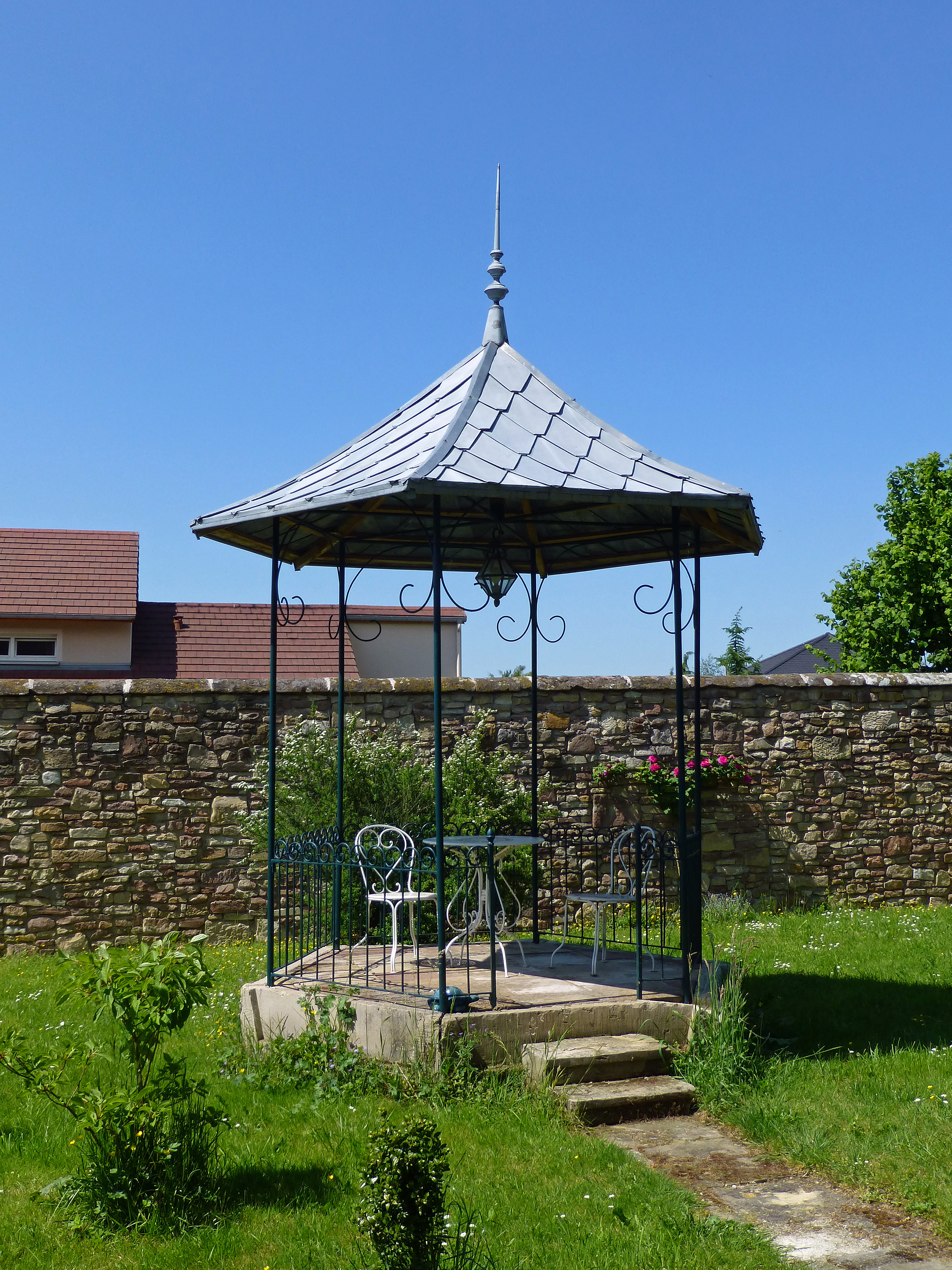
Kiosque
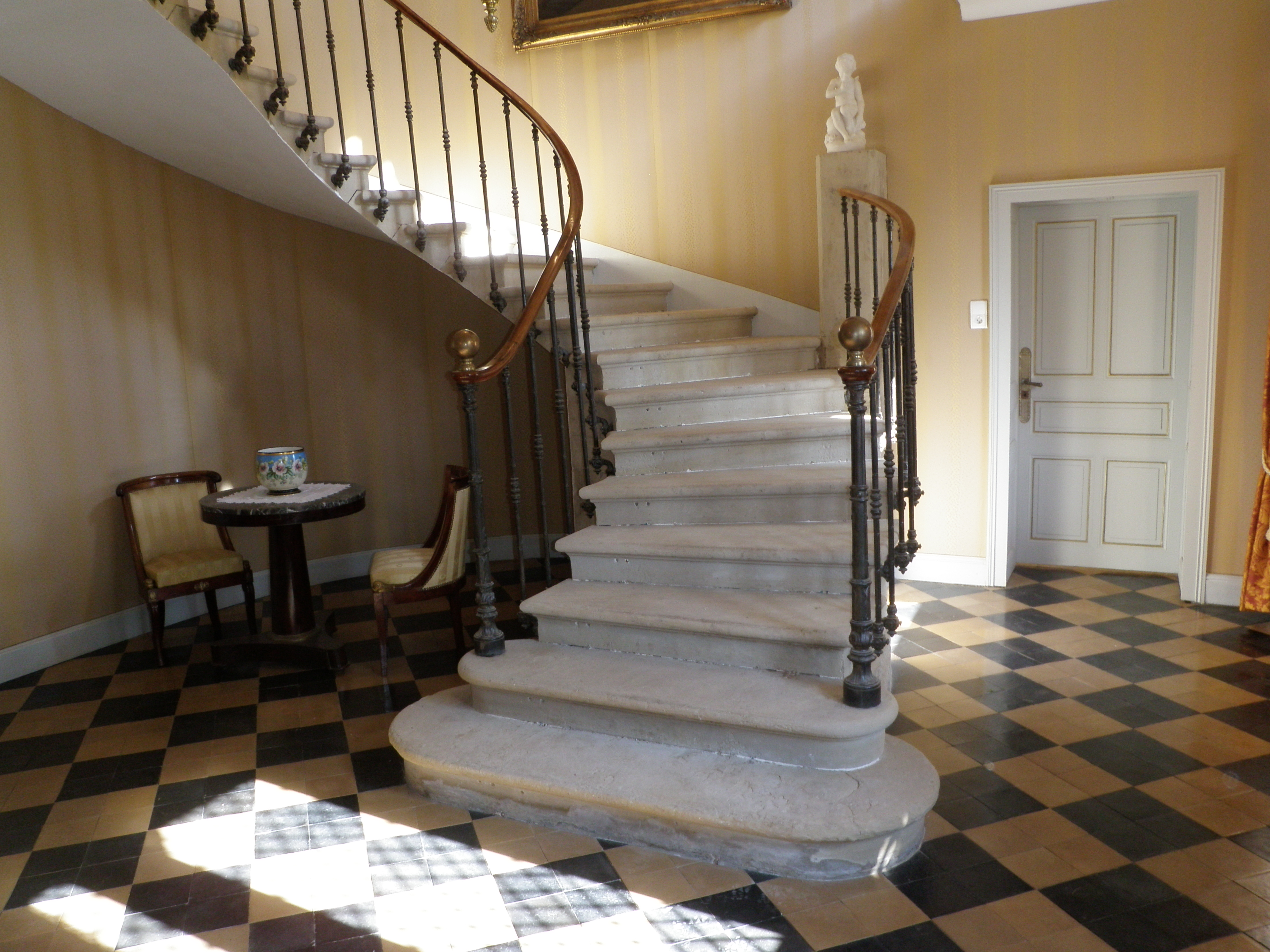
Escalier intérieur
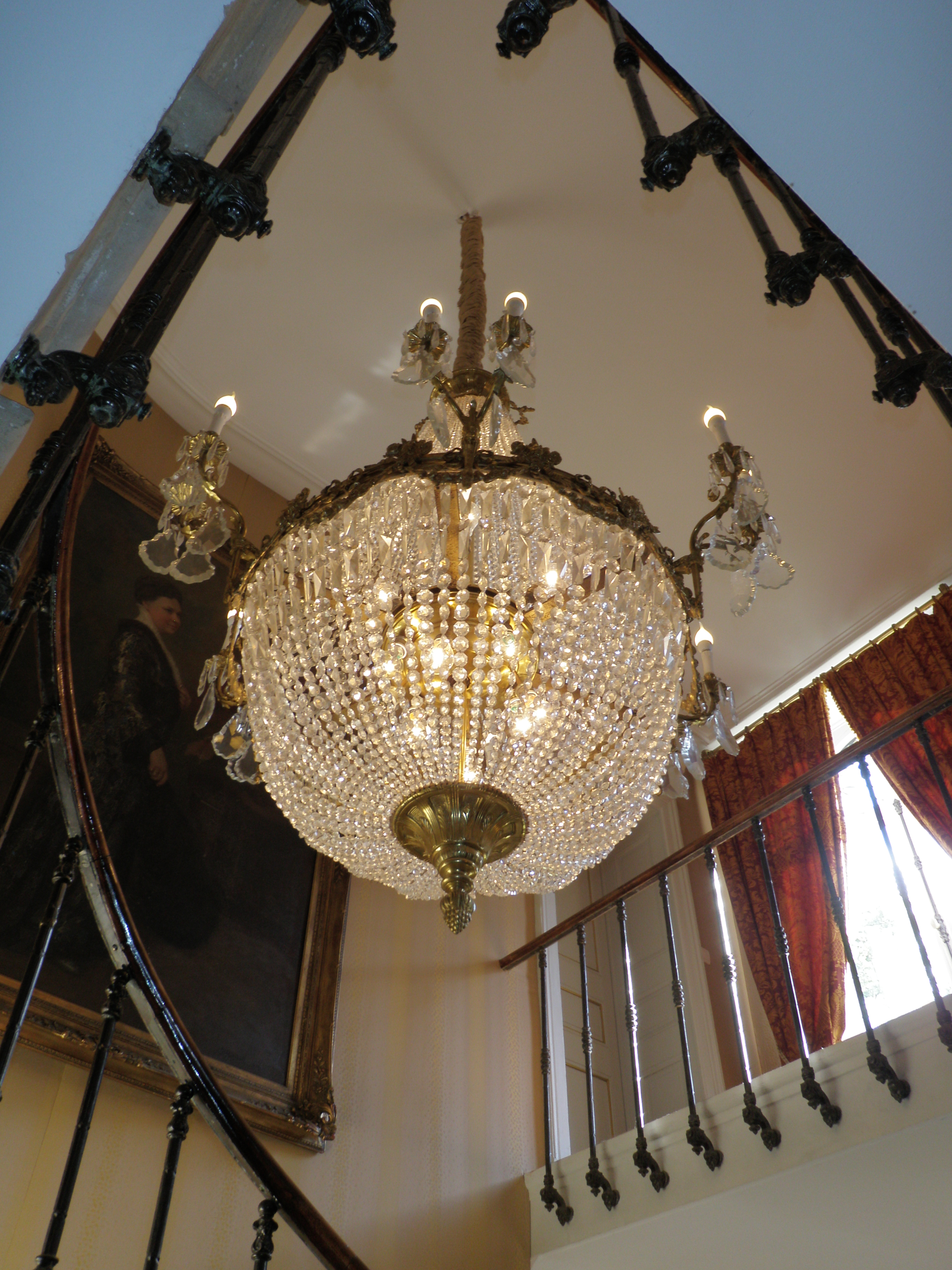
Lustre de l'escalier intérieur
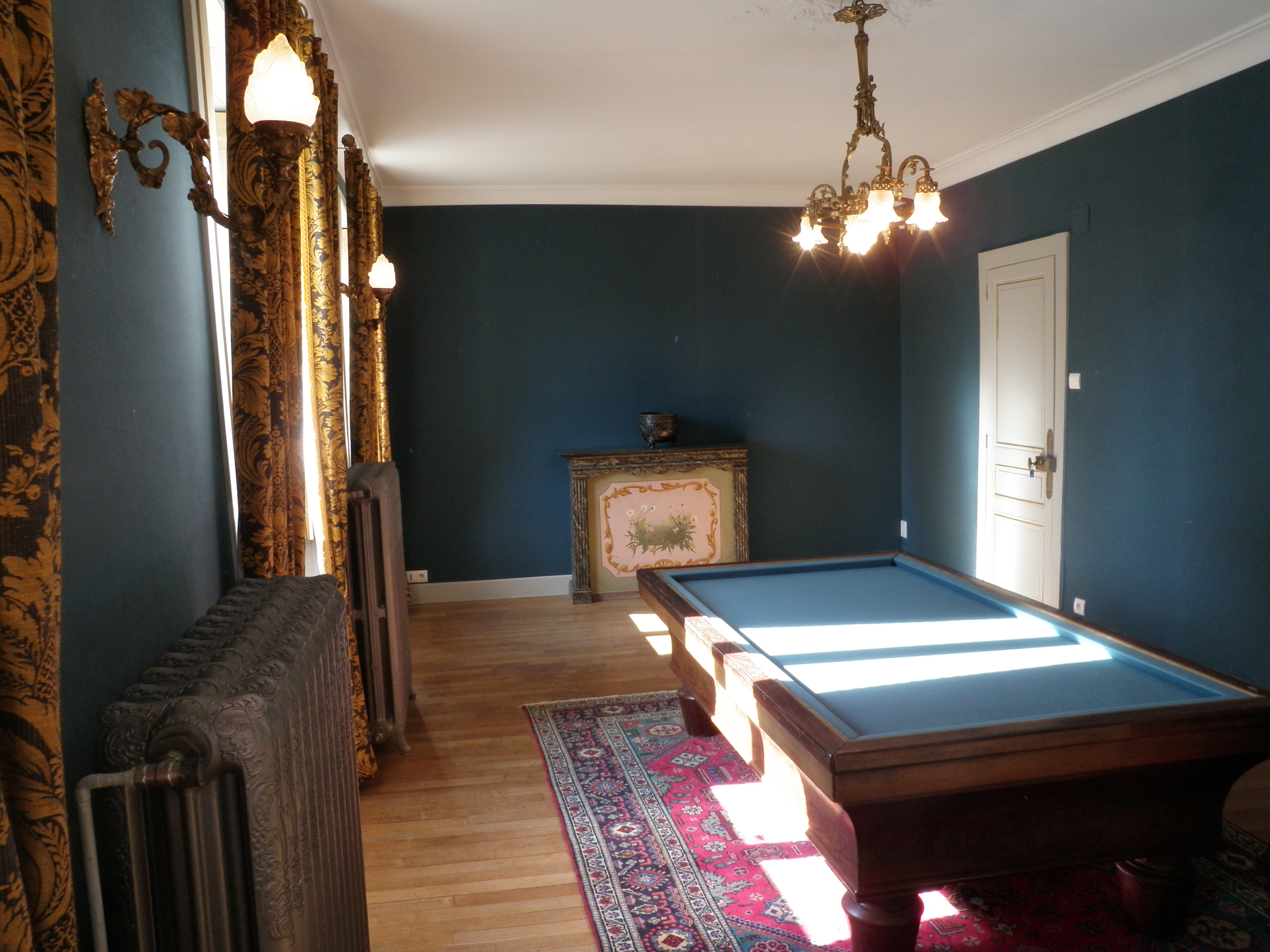
Salle de billard